# Gefecht von Kirrweiler

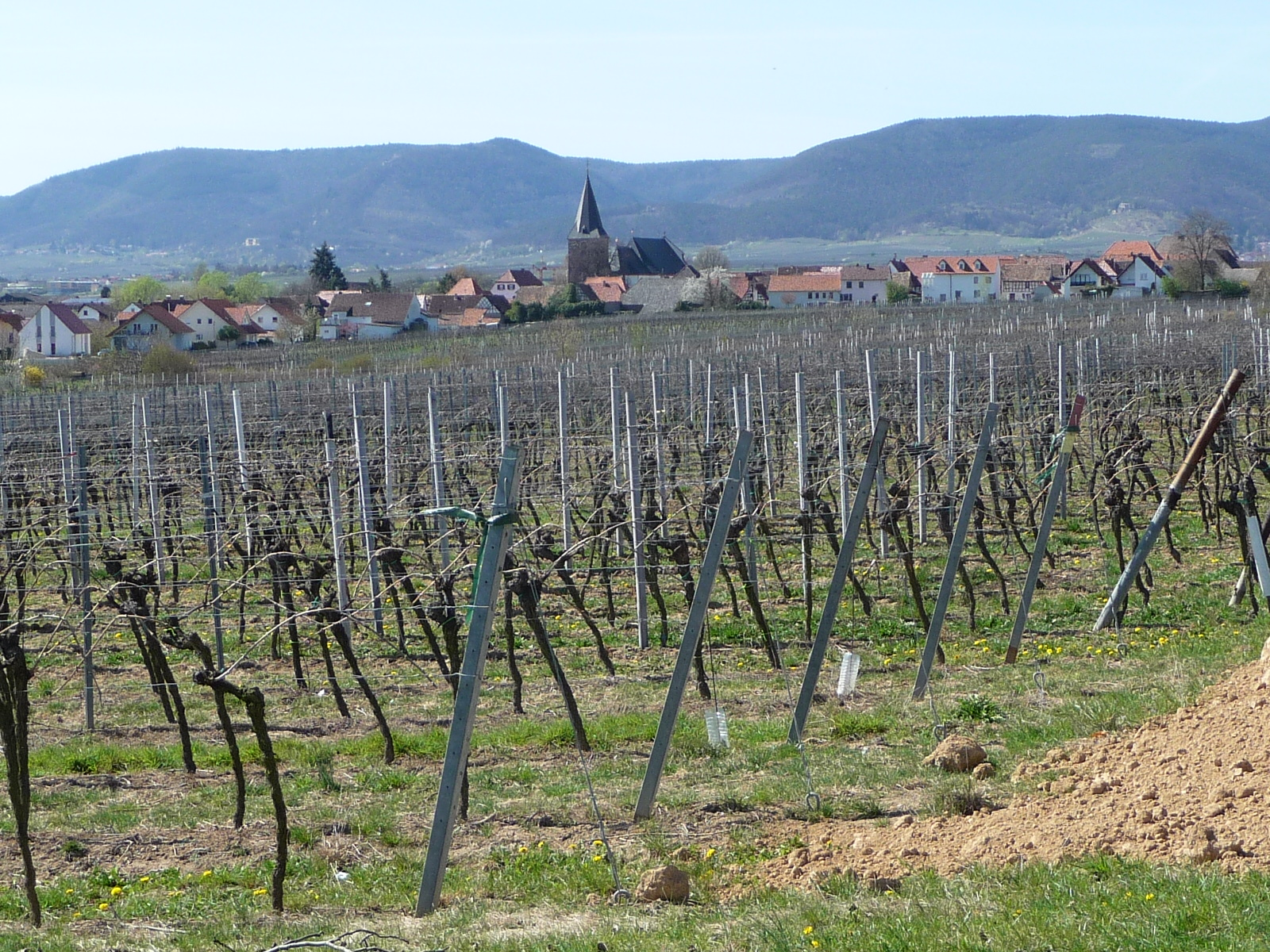
Kirrweiler, dahinter das Haardtgebirge und der Pfälzer Wald

Das Gefecht von Kirrweiler in der Pfalz fand während des Ersten Koalitionskriegs zwischen preußischen Truppen unter Oberst Gebhard Leberecht von Blücher und Teilen der französischen Rheinarmee am 28. Mai 1794 statt.

## Vorgeschichte

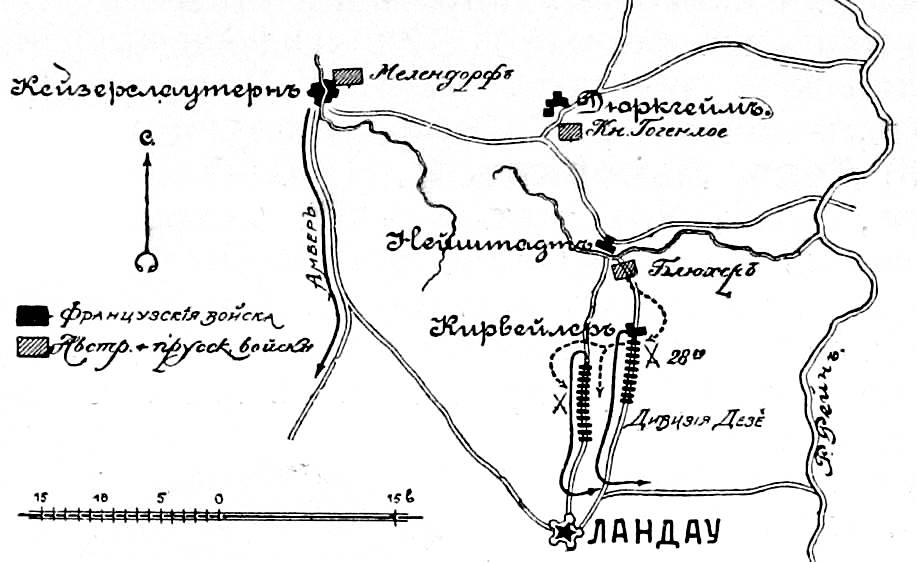
Gefecht von Kirrweiler

Preußische Truppen versuchten, die französische Rheinarmee, die große Teile der Pfalz erobert und besetzt hatte, wieder nach Frankreich zurückzudrängen. Die Franzosen konzentrierten eine Division um Kaiserslautern und hatten eine starke Verteidigungslinie zwischen Neustadt und Speyer errichtet. Als jedoch die Franzosen im Mai 1794 größere Truppenverbände aus der Region abziehen und zur Verstärkung an die holländische Front schicken mussten, hielten die Koalitionsarmeen den Zeitpunkt für eine Offensive in der Pfalz für günstig. Am 23. Mai kam es zu einer für die Franzosen verlustreichen Schlacht in der Nähe von Kaiserslautern; sie zogen sich daraufhin auf südlichere Verteidigungslinien zurück. Dies geschah auch in der Vorderpfalz, wo sich die Franzosen am 25. Mai aus Neustadt in Richtung Landau zurückzogen.

## Gefechtsverlauf
Am 27. Mai versuchte die Rheinarmee unter Führung von General Claude Ignace François Michaud, Neustadt wieder zurückzugewinnen. Dabei rückten zwei Kolonnen, eine über Edenkoben und eine zweite unter General Louis Charles Antoine Desaix über Fischlingen und Kirrweiler, Richtung Neustadt vor. Preußische Husaren unter Oberst Blücher kamen daher aus dem Neustadter Tal den in Neustadt stationierten Preußen zu Hilfe. Sechs Eskadronen Husaren beließ Blücher zur Verstärkung. Mit 9 Husaren-Eskadronen der Regimenter „Wolfrath“ und „Goltz“ griff Blücher überraschend, ohne die Unterstützung der langsameren Infanterie abzuwarten, die bereits bis nach Diedesfeld, vier Kilometer vor Neustadt, vorgerückten Franzosen an. Es kam zu heftigen Kämpfen zwischen Maikammer und Kirrweiler, wobei der Oberbefehlshaber der Rheinarmee, General Michaud, verwundet wurde. Die Franzosen wurden bis nach Edesheim und Fischlingen zurückgedrängt. Die französischen Verluste betrugen 15 Offiziere und 400 Soldaten; es wurden außerdem 400 Gefangene gemacht und sechs Kanonen, fünf Pulverwagen und zwei Fahnen erbeutet. Die preußischen Verluste sollen nur ca. 50 Tote und Verwundete betragen haben.

## Folgen
In Folge dieses Gefechtes konnten die Preußen ihre Stellung in der Vorderpfalz zwischen Neustadt und Speyer zunächst sichern und Vorposten auch im Pfälzerwald errichten (am Steigerkopf, Eschkopf und Johanniskreuz) und die Verbindung mit den preußischen Truppen in Kaiserslautern herstellen; die Franzosen hielten aber die Festungen Landau und Germersheim. Im Juli erfolgte jedoch die zweite Besetzung der Pfalz durch die Franzosen. Dann mussten die durch Blücher gewonnenen Gebiete wieder geräumt werden. Blücher wurde aufgrund seines Erfolges bei Kirrweiler zum Generalmajor und Kommandeur des 8. Husarenregimentes („Blücher-Husaren“) befördert.